# Jon Kasdan
Pour les articles homonymes, voir Kasdan.
Jonathan « Jon » Kasdan, né le 30 septembre 1979 à Los Angeles, est un réalisateur et scénariste américain. Il est le fils de Lawrence Kasdan.

## Biographie
Jon Kasdan est le fils de Meg (née Goldman) et Lawrence Kasdan. Son frère ainé Jake travaille lui aussi dans la télévision et le cinéma.
Il fait ses débuts de réalisateur avec In the Land of Women sorti 2007.
Il participe à l'écriture et à la production du long métrage Solo: A Star Wars Story (2018). Son père reprend le projet après le renvoi des réalisateurs Chris Miller et Phil Lord.
Il développe pour Disney+ la série Willow, suite du film du même nom réalisé par Ron Howard sorti en 1988. Elle est diffusée sur la plateforme à partir du 30 novembre 2022.

## Filmographie
Sauf indication contraire, les informations mentionnées dans cette section peuvent être confirmées par la base de données cinématographiques IMDb,  présente dans la section « Liens externes ».

### Scénariste
- 2000 : Freaks and Geeks (série TV) - 1 épisode
- 2000-2002 : Dawson (Dawson's Creek) (série TV) - 5 épisodes
- 2007 : In the Land of Women de lui-même
- 2012 : The First Time de lui-même
- 2018 : Solo: A Star Wars Story de Ron Howard
- 2022 : Willow (série TV) - 1 épisode (également créateur)

### Réalisateur
- 2007 : In the Land of Women
- 2012 : The First Time
- 2016 : Roadies (série TV) - 2 épisodes

### Producteur
- 2018 : Solo: A Star Wars Story de Ron Howard (coproducteur)
- 2022 : Willow (série TV) (producteur délégué)

### Acteur
- 1983 : Les Copains d'abord (The Big Chill) de Lawrence Kasdan : le fils de Harold et Sarah
- 1985 : Silverado de Lawrence Kasdan : un garçon à l'Outpost
- 1988 : Voyageur malgré lui (The Accidental Tourist) de Lawrence Kasdan : le garçon chez le docteur
- 1990 : Je t'aime à te tuer de Lawrence Kasdan : Dominic
- 1994 : Wyatt Earp de Lawrence Kasdan : le garçon dans le bar
- 1999 : Freaks and Geeks (série TV) - 1 épisode : Tommy
- 2002 : Slackers de Dewey Nicks : Barry
- 2002 : Big Trouble de Barry Sonnenfeld : le stagiaire de Jack Pendick
- 2002 : Dawson (Dawson's Creek) (série TV) - 1 épisode :
- 2002 : Dreamcatcher : L'Attrape-rêves (Dreamcatcher) de Lawrence Kasdan : Defuniak
- 2012 : Freeway et nous (Darling Companion) de Lawrence Kasdan : Officiant
- 2011-2014 : Californication (série TV) - 9 épisodes : le réalisateur
- 2018 : Solo: A Star Wars Story de Ron Howard : Bink Otauna (en)[3]